# 赵炳言
赵炳言（？—1849年），浙江省湖州府歸安縣（今浙江省湖州市）人，清朝政治人物、進士出身。

## 生平
嘉慶二十二年，登進士。道光元年，提牢廳。道光二年，任刑部主事、湖北鄉試副考官。道光四年，任刑部員外郎；次年升任刑部郎中。道光九年，任江蘇松江府知府。道光十一年，任江蘇江寧府知府。次年，兼護鹽巡道；改任廣東惠潮嘉道。道光十三年，任湖南按察使。道光十六年，改甘肅布政使。道光十八年二月二十九，调任廣西按察使。道光十八年六月初十（1838年7月30日），升任江西布政使。道光二十一年，任湖北巡撫。道光二十九年，改湖南巡撫、刑部右侍郎。

## 家族
有子趙景賢、趙綬銘。